# Playa de Portizuelo
La playa del Portizuelo está situada en el occidente del Principado de Asturias (España), en el concejo de Valdés y pertenece a la localidad de Barcia, dentro de la Costa Occidental de Asturias y enmarcada en el Paisaje Protegido de la Costa Occidental de Asturias.

## Descripción
La pequeña playa tiene forma  triangular, una longitud de unos 200 m y una anchura media de unos 15 a 20 m. Su entorno es rural, con un grado de urbanización medio y una peligrosidad alta. El acceso rodado es muy fácil e inferior a unos doscientos m. El lecho está formado por  cantos rodados de cuarzo, la urbanización próxima es baja y el grado de ocupación de la playa es medio-bajo.
Para llegar a la playa hay que localizar los tres pueblos más cercanos: Barcellina, Villar y Barcia. Desde Villar hay que dirigirse a un prado que tiene dos barcas en alto, muy bien visibles. Al llegar a este lugar se ha de tomar la carretera de la izquierda que lleva al vehículo hasta la propia playa, en el que hay que tener cuidado por la estrechez de la calzada, que tiene una singularidad en sus formas rocosas siendo la más conocida la llamada «Piedra el Óleo» donde, antiguamente, se reunían «las maruyas» que eran aldeanas de la zona que se bañaban vestidas. Las actividades más recomendadas son la pesca deportiva y la  submarina. No tiene ningún servicio para los bañistas.